# ناتالي مارسين
ناتالي مارسين (بالإنجليزية: Natalie Marcin)‏ هي صحفية أمريكية، ولدت في 30 أغسطس 1914، وتوفيت في 19 أبريل 1999.

## وصلات خارجية
- ناتالي مارسين على موقع IMDb (الإنجليزية)
- ناتالي مارسين على موقع قاعدة بيانات الفيلم (الإنجليزية)